# 岗岗水库
岗岗水库是中国内蒙古自治区通辽市奈曼旗境内的一座水库，位于忙牛河上，建于1976年。水库正常库容为532万立方米，集雨面积为109平方千米，海拔为397.5米。